# رسم الكربون وحصة أرباحه

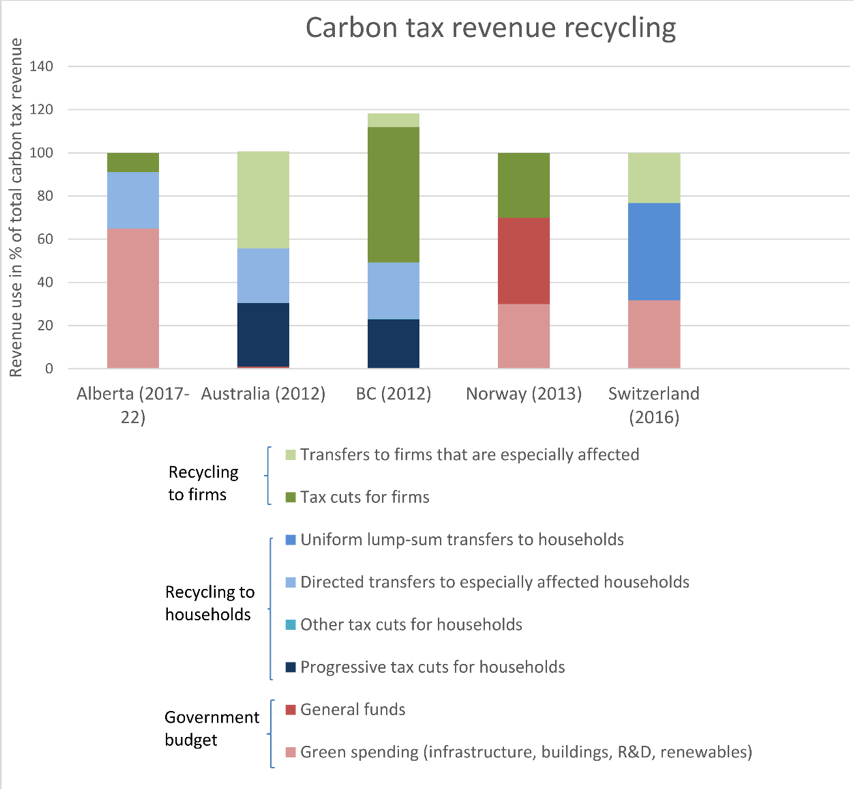
يوضح الشكل نظرة عامة على استراتيجيات إدارة عائدات تسعير الكربون وإعادة تدوير العائدات في أنظمة ضريبة الكربون المختلفة.

رسم الكربون وحصة أرباحه أو دخل المناخ نظام لتخفيض انبعاثات غازات الدفيئة ومواجهة الاحتباس الحراري. يفرض هذا النظام ضريبة كربون على بيع الوقود الأحفوري، ثم يوزع عوائد هذه الضريبة على جميع السكان بالتساوي (على أساس فردي مقدرًا للشخص الواحد) كدخل شهري أو دفعة منتظمة.
منذ تبني هذا النظام في كندا وسويسرا، حاز على اهتمام متزايد في أنحاء العالم كطريقة متعددة المجالات وعادلة اجتماعيًا لتخفيض الانبعاثات ومواجهة التغير المناخي.
كونها مصممة للمحافظة على الحيوية الاقتصادية أو تحسينها مع تسريع الانتقال إلى اقتصاد طاقي مستدام، فقد اقترح رسم الكربون وحصة أرباحه كبديل لآليات تخفيض الانبعاثات كالطرق التنظيمية المعقدة ونظم تجارة الانبعاثات أو ضريبة الكربون المباشرة. ومع وجود اتفاق عام بين العلماء والاقتصاديين على الحاجة لضريبة الكربون، فإن الاقتصاديين بشكل عام محايدون تجاه الاستخدامات المحددة للعوائد، رغم أن هناك ميلًا أكبر للتأييد منه للمعارضة في موضوع إعادة العوائد كحصة أرباح لدافعي الضرائب.

## بنيته
البنية الأساسية لرسم الكربون وحصة أرباحه كما يلي:
1. يجري تقاضي رسم على الوقود عند نقطة دخوله إلى الاقتصاد، كالبئر أو المنجم أو مرفأ الدخول. يبنى الرسم على محتوى الكربون للوقود المعني، وعادةً يقترح أن تكون نقطة البداية 10$-16$ لطن الكربون الواحد الذي سينبعث عند احتراق الوقود.[8][9]
2. يزداد الرسم بشكل متزايد، ما يوفر مؤشرًا ثابتًا متوقعًا للسعر ويحفز على الانتقال المبكر نحو مصادر الطاقة والمنتجات منخفضة الكربون.
3. يُتقاضى تعديل ضريبي حدودي على الواردات من الدول التي لا تفرض رسمًا مكافئًا خاصًّا بها على الكربون. على سبيل المثال، إذا شرعت الولايات المتحدة نظام رسم الكربون وحصة أرباحه، فسيكون على الصين أن تختار إما أن تدفع رسوم الكربون للولايات المتحدة أو تنشئ نظام تسعير الكربون الداخلي الخاص بها. سيرفع ذلك القوة الاقتصادية الأمريكية للتحفيز على انتهاج سياسات تسعير الكربون في أنحاء العالم.[10]
4. يعاد جزء من الرسم أو كله للبيوت على شكل حصة أرباح طاقية. تؤدي إعادة 100% من الرسوم الصافية إلى نظام رسم كربون وحصة أرباح كربون محايد؛ وغالبًا ما يحبذ المحافظون حيادية العوائد هذه -كوزير الخارجية الأمريكي السابق جورج شولتز- الذين يريدون تخفيض الانبعاثات دون زيادة في حجم وتمويل الحكومة الفدرالية.[11]

لزيادة الفعالية إلى الحد الأمثل، فإن مقدار الرسم يجب أن يحدد بناءً على التقييمات العلمية المقدمة من الاقتصاديين وعلماء البيئة معًا لتحقيق التوازن فيما يخص مقدار تزايد الرسم وسرعة هذا التقدم.

## مزاياه
للدخل المناخي عدة حسنات بالمقارنة مع الآليات الأخرى التي من الممكن اتباعها لتخفيض الانبعاثات:
- العدالة الاجتماعية والقبول. مع انتشار الإجماع العلمي على أن ضريبة الكربون هي أقوى طريقة لتخفيض الانبعاثات، فإن هكذا ضريبة تزيد الأسعار وتكاليف المعيشة بالضرورة. بتقديم عوائد هذه الضريبة كدخل مناخي شامل، فإن ارتفاع السعر يعوض بشكل كبير. تشير الحسابات إلى أن المداخيل المنخفضة والمتوسطة بالمجمل سترتفع في نظام الدخل المناخي.[12]
- مبني على السوق ومتعدد القطاعات. على عكس الطرق التنظيمية المعقدة، فإن رسم الوقود الأحفوري يسمح لقوى السوق بتخفيض الانبعاثات بالطريقة الأكثر كفاءةً وفعالية من حيث التكلفة.
- متعدد القطاعات. هناك طيف واسع من مصادر انبعاثات الكربون. غالبًا ما تعنى الطرق التنظيمية وتجارة الانبعاثات بقطاع واحد أو قطاعين. ولكن رسم الوقود الأحفوري الشامل بشكل حقيقي يمكنه التصدي لكل هذه القطاعات معًا. بل من الممكن للرسم، عن طريق تطبيق سعر موحد لانبعاثات مكافئ ثنائي أكسيد الكربون، تغطية غازات الدفيئة الأخرى (كالميثان وأكسيد النيتروس) أو قطاعات الانبعاثات (الصناعة والزراعة) أيضًا.
- متوافق. الآلية متوافقة مع إجراءات وتشريعات أخرى تفرضها الحكومة، كالاستثمارات في التعليم، والأبحاث، والبنى التحتية.
- محايد تجاه العوائد. لا يزيد الدخل المناخي ميزانية الحكومة، ولا يستخدم رسم الكربون المفروض كوسيلة لموازنة العجز الحكومي.[11]

## الدعم السياسي

### الولايات المتحدة
رسم الكربون وحصة أرباحه هو الحل المناخي المفضل لدى لوبي المواطنين للمناخ (سي سي إل). يحتج لوبي المواطنين للمناخ بأن تبني سياسة الرسم وحصة الأرباح وتعديلها أسهل من سياسة تجارة الانبعاثات المعقدة نسبيًّا أو الطرق التنظيمية الأخرى، ما يسمح بانتقال سلس، وإيجابي اقتصاديًّا، نحو اقتصاد طاقي منخفض الكربون. كثيرًا ما روج جيمس هانسن -مدير معهد غودارد لدراسات الفضاء التابع لناسا- للتوعية برسم الكربون وحصة أرباحه من خلال كتاباته وظهوره العلني المتكرر، بالإضافة إلى منصبه في جامعة كولومبيا.
اقترحت لجنة قيادة المناخ -التي تضم في أعضائها 27 حائزًا على جائزة نوبل، و15 شركة من شركات فورتشن 100، وكل رؤساء الاحتياطي الفدرالي الأربعة السابقين، وأكثر من 3000 اقتصادي أمريكي- خطة حصص أرباح كربون. ومن بين أولئك الداعمين لخطة حصص أرباح الكربون المقدمة من لجنة قيادة المناخ كل من غريغ مامكيو، لاري سامرز، جيمس بيكر، هنري بولسون، تد هالستيد، ري داليو. تدعي أنها توفر الحل المناخي الأكثر شعبيةً وإنصافًا، والأكثر دفعًا على النمو.
قدم عضو الكونغرس الجمهوري بوب إنغليس، مستوحيًا من بنية رسم الكربون وحصة أرباحه الملائمة للسوق، تشريع إتش آر 2380 (قانون «ارفعوا الأجور، خفضوا الكربون» لعام 2009) في مجلس النواب الأمريكي في 13 مايو 2009. وكونه قلقًا بشأن البنية التحتية الطاقية كمسألة تعنى بالأمن القومي، فهو يدعم الرسم وحصة الأرباح بوصفهما وسيلةً موثوقةً لتخفيض الاعتماد على النفط الأجنبي.
قدم قانون أخر مستوحى من بنية الرسم وحصة الأرباح من قبل عضو الكونغرس الديمقراطي جون ب. لارسون في 16 يوليو 2015. يشمل إتش آر 3104، أو ما يسمى «قانون صندوق ائتمان الأمن الطاقي لأمريكا لعام 2015» سعرًا متزايدًا بثبات للكربون، ولكنه يخصص بعضًا من العوائد للتدريب المهني، ويعيد بقية العوائد عن طريق تخفيضات على ضرائب الأجور بدل الدفعات المباشرة لحصص الأرباح.
في 1 سبتمبر 2016، قدم القرار المشترك لجمعية ولاية كاليفورنيا رقم 43، «ويليامز. غازات الدفيئة: التغير المناخي»، بعد إقراره من كل من المجلسين. يحث الإجراء الكونغرس في الولايات المتحدة على فرض ضريبة على الوقود الأحفوري ذي الأساس الكربوني. المقترح محايد من جهة العوائد، إذ تقدم كل الأموال المجموعة إلى الثلثين الأدنى إيرادًا من الأسر الأمريكية. قد يواجه صعوبات في إمراره من الكونغرس لأنه يعتبر ضريبةً، ولكن إذا كانت الأسر ستتلقى حصةً متساوية على شكل حصص أرباح يمكن تصنيف القانون على أنه رسم كربون. لذا فإن توصية كاليفورنيا لإقرار تشريع على صعيد الدولة قد تكون قريبة من الموافقة عليها في الكونغرس.
قدم مشروع قانون غير متحزب (من أعضاء من كلا الحزبين) لرسم الكربون وحصة أرباحه، وهو قانون الابتكار الطاقي وحصص أرباح الكربون، إلى مجلس نواب الولايات المتحدة الأمريكية في الجلسة الثانية من الكونغرس 115. بعد موت مشروع القانون بنهاية الجلسة، أعيد تقديمه في الجلسة الأولى للكونغرس 116 في 24 يناير 2019. الراعي الأول له هو العضو الديمقراطي تد دويتش، ويشاركه الجمهوري فرانسيس روني. سيفرض القانون تقاضي ضريبة قدرها 15$ لكل طن من مكافئ ثنائي أكسيد الكربون، وتزداد القيمة بمقدار 10$ في العام، مع إعادة كل العوائد للأسر.
قدم قانون مشابه، وهو قانون خصم الفعل المناخي، في 25 يوليو 2019 إلى مجلس الشيوخ من قبل الديمقراطيين كريس كونز ودايان فاينشتاين، وإلى مجلس النواب من قبل الديمقراطي جيمي بانينا. رسم الكربون الخاص بهذا القانون سيبدأ أيضًا من 15$ لكل طن من مكافئ ثنائي أكسيد الكربون، ولكنه سيزداد بمقدار 15$ كل عام. وتقسم العوائد بين حصص الأرباح، والبنى التحتية، والأبحاث والتطوير، والمساعدة على التحول الطاقي.
أعرب عدة مرشحين رئاسيين لعام 2020 عن دعمهم لسياسة الرسم وحصص الأرباح، ومنهم بيرني ساندرز، وبّيت بوتيجيج، وأندرو يانغ، وجون ديلايني.

### الاتحاد الأوروبي
في الاتحاد الأوروبي، أطلقت عريضة (موجهة إلى المفوضية الأوروبية) في 6 مايو 2019، تطلب فرض سياسة الدخل المناخي في الاتحاد الأوروبي. سجلت العريضة كمبادرة للمواطنين الأوروبيين، لذا فإذا حصلت على مليون توقيع، فسيرفع المقترح لأجندة المفوضية الأوروبية، وسيدرس بغرض تشكيل مقترح تشريعي.

### أستراليا
اقترحت نسخة أسترالية من قبل الأستاذين ريتشارد هولدن وروزاليند ديكسون في جامعة نيو ساوث ويلز وأطلقتها عضو وينتوورث الأستاذة كيرين فيلبس عضو البرلمان الأسترالي. أشارت الاستبيانات المجراة من قبل جامعة نيو ساوث ويلز (يو إن إس دبليو) أن المقترح سيحصل على تأييد بنسبة 73%.

## الاعتراضات
هناك اعتراضات على طريقة استخدام عوائد الضريبة. راجع أستاذ الإدارة هنري جاكوبي، الذي كان يعمل سابقًا في معهد ماساشوستس للتكنولوجيا، بعض المخاوف الأكثر شيوعًا في مقال له في صحيفة الغارديان البريطانية في يناير 2021، وتحديدًا وصمة فرض الضرائب السائدة في الأذهان. بعض المعارضين قلقون من احتمال عدم إعادة الحكومات العوائد للشعب.